# Альгамбра (парк, Новосибирск)
«Альгамбра» — сад, существовавший на территории современного Железнодорожного района Новосибирска между Обским проспектом и Сибирской улицей.

## История
В августе 1906 года в границах Обского проспекта и Сибирской улицы на засаженном деревьями пустыре сделали летнюю эстраду, скамьи и возвели ограду.
Сад исчез в 1930-е годы после открытия в Новосибирске Центрального парка, а на территории бывшей «Альгамбры» был построен детский комбинат. В 1934 году здесь также началась постройка краевой детской технической и сельскохозяйственной станции, а в 1937 году на оставшуюся парковую территорию с агробиологической станции перенесли зоосад.

## Досуг

### Музыкальные мероприятия
До 1914 года в праздничные дни на территории сада выступал духовой оркестр 41-го Сибирского полка, расквартированного после окончания Русско-японской войны в Новониколаевске (совр. Новосибирск).
В 1906 году на эстрадной сцене сада выступила Анастасия Вяльцева. На её концерт пришло большое количество людей. Те, кто не сумели попасть на мероприятие, слушали знаменитую певицу за оградой «Альгамбры». Также в парке выступали Вера Комиссаржевская, Мария Каринская и др.
В 1910 году в саду выступала Императорская опера, В 1914 году — Миланская опера.

### Театральные представления
В 1909 году на территории сада давал представления Мариинский театр.

### Кинематограф
С 1914 года в саду начали показывать кинокартины.

### Цирковые представления
В 1924 году в «Альгамбре» устраивали цирковое представление — «Живой труп» (суть аттракциона состоит в «закапывании» человека в ящик с песком на 20 минут).

### Французская борьба
С середины 1920-х годов в «Альгамбре» устраивались соревнования по французской борьбе, в которых участвовали спортсмены из различных регионов СССР: латвийский чемпион Цыганович, томский чемпион Нагорный, «необъятный толстяк» из Иркутска, цирковые борцы «Человек с железными руками» и «Маска смерти».
В июле—августе 1926 года на территории сада проходил чемпионат Сибири по этому виду спорта, в котором участвовал цирковой борец из Новосибирска Алекс Миров (Олег Абрамов).

### Лото
Уже после Гражданской войны в саду появилась традиция игры в лото, для игроков построили специальное заведение, работавшее с 8 утра до 4 часов ночи.

## Съёмки кинофильма
В 1924 году в парке снимались некоторые эпизоды фильма «Красный газ».